# Alchemilla effusa
Alchemilla effusa — вид квіткових рослин з родини трояндових (Rosaceae). Ареал: Німеччина (Баден-Вюртемберг, Баварія, Саксонія), Швейцарія (Альпи, Юра), південно-західна Польща, північна Чехія, північна Іспанія (Піренеї, Кордильєри Кантабрика), Андорра, Франція (Юра, Альпи, Піренеї), північна Італія, Боснія і Герцеговина, Косово, Північна Македонія.

## Середовище
Зустрічається від високогірних до субальпійських висот. Населяє луки, береги струмків, вологі або крапельно-мокрі, короткотравні або нерівні луки та пасовища.

## Біоморфологічна характеристика
Це трав'яниста рослина, що досягає висоти від 5 до 50 сантиметрів. Стебла запушені на нижніх трьох-чотирьох міжвузлях, як і черешки листя. Прикореневі листки до 10 см завширшки, здебільшого округлі, 9–11-лопатеві, рідше 13-лопатеві; частки листя від напівкруглої до параболічної форми; верх голий, а низ листка зазвичай запушений тільки на жилкових закінченнях (трихоми). Цвітіння: травень — жовтень.